# Агентство військової розвідки (Південна Корея)
Агентство військової розвідки (ханг.: 국방정보본부, англ. Defense Intelligence Agency, DIA) — розвідувальне агентство, створене в 1981 році при Міністерстві національної оборони для збору військової інформації, нагляду за секретністью та розвідкою в Збройних силах Південної Кореї.